# ブルーベアハウス
ブルーベアハウス（BLUE BEAR HOUSE）とは、日本の芸能事務所、モデルエージェンシーである。
俳優、モデルのほかにも、美術家、フォトグラファー、書道家といった芸術家のマネージメントや海外アーティストのブッキングも行っている。

## 概要
- 正式名称：株式会社ブルーベアハウス
- 設立：1999年4月
- 所在地：東京都渋谷区東1-4-23

## 所属アーティスト
※2023年9月現在

### 俳優
- 斎藤工
- 堀内正美
- 朝日奈寛
- 坂口丈治
- 三田尚人
- 伊藤順
- 宮崎翔太
- 中山優輝
- 山澤亮太
- 鳥飼拓志

### 女優
- 石堂夏央
- 青山倫子
- 堀口ひかる
- 杉村暁
- 藤野詩音
- さかたりさ
- しいなえいひ

### モデル
- ナオミ
- 宮本はるえ
- レイ
- アレクサンダー
- MAX
- ハーガー翔馬
- ハーガー丈士
- REI
- KEI
- CONOR SHIMIZU
- 松田桂果
- マコト
- マーセル
- 青木耀

### アーティスト&文化人
- 世紀末
- 赤岩保元
- 中村ケニー
- 宮本倫明
- 宮崎雅代
- 横井紅炎
- 武藤順九
- 加藤礼次朗

## 過去に所属していたアーティスト
- 安辰
- 氏家拓朗
- 岡田花梨
- 加藤厚成
- 豪起
- 小場賢
- 紺野千春
- ジュン・タイラー
- 萱翔悟
- 河田梨帆
- 多田麻里絵
- 永澤俊矢
- 仁科あい
- 藤巻あおい
- 山本亜依（元AKB48）